# Redectis vitrea
Redectis vitrea là một loài bướm đêm thuộc họ Noctuidae. Nó được tìm thấy ở Illinois tới tây nam Massachusetts, phía nam đến Texas và Florida.
Sải cánh dài khoảng 18 mm. Con trưởng thành bay từ tháng 6 đến tháng 10. Có hai lứa trưởng thành một năm in Virginia.
Ấu trùng ăn các loài plants, bao gồm Elaeagnus umbellata, Ceanothus americanus và Digitaria khác nhau.